# Jérôme de Langue
Jérôme de Langue (francisation de Hieronimo Lingua), mort en 1612, est un prélat italien du XVIe siècle et du début du XVIIe siècle, qui fut évêque de Couserans de 1593 à 1612. 

## Biographie
Hieronimo Lingua dit Jérôme de Langue est issu d'une famille piémontaise. Il est le fils de Paulo Lingua et de Ne Bonardi, sœur de l'évêque de Couserans François Bonard. Il nait à Mondovi vers 1530/1535 et devient très jeune observant franciscain. Le pape accepte, lorsqu'il accède à l'épiscopat, de considérer qu'il a obtenu un doctorat en théologie, peut-être à Turin en 1556. Il s'installe ensuite en France à Paris, professeur au couvent des Observantins en 1580.
Il devient alors chanoine et théologal de son oncle devenu évêque de Couserans. Il obtient sa naturalisation du duc Charles de Mayenne en 1592. Il succède à Bonard à la tête de la Ligue et voyage avec lui jusqu'à Rome avec l'accord de Mayenne pour obtenir l'autorisation pontificale du transfert du siège épiscopal en sa faveur.
Il est nommé évêque de Couserans  et consacré à Rome le 14 février 1593.
Il meurt le 13 octobre 1612